# Baryszówka
Baryszówka (ukr. Ба́ришівка, Barysziwka) – osiedle typu miejskiego na Ukrainie, w obwodzie kijowskim, w rejonie browarskim. Do 2020 roku siedziba władz rejonu baryszowskiego.
Prywatne miasto szlacheckie położone było w powiecie kijowskim województwa kijowskiego, własność wojewody krakowskiego Stanisława Lubomirskiego, w 1643 roku własność wojewody ruskiego Jakuba Sobieskiego. 
Leży nad rzeką Trubiż. Miejscowość założona w 1125.